# Улубат

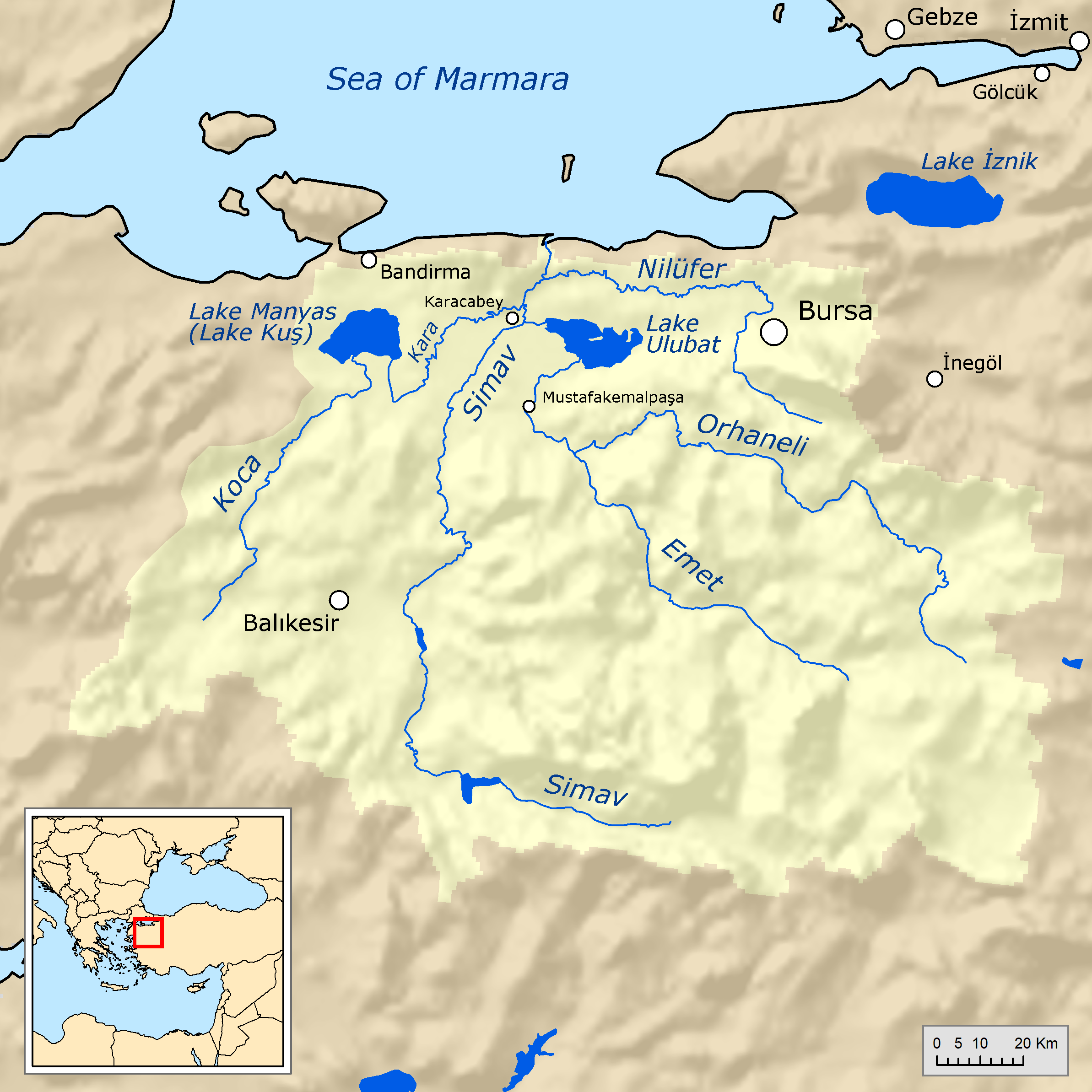

Улубат (тур. Uluabat Gölü, Апольонт, Apolyont Gölü) — озеро в Турции, к востоку от города Караджабей в иле Бурса. В озеро впадает река Мустафакемальпаша, вытекает — Улуабад, приток реки Симав, на котором находится село Улуабад. Принадлежит бассейну Мраморного моря.
В озере находятся острова Арифмолла, Мутлуада, Терзиоглу, Халильбей, Шейтан и другие.
15 апреля 1998 года признано рамсарскими угодьями.
Река Мустафакемальпаша прежде называлась Риндак и была судоходной. Река Риндак протекала через озеро Аполлонийское (Аполлониадское озеро) и впадала в Пропонтиду (Мраморное море). Село Улуабад находится на месте древней крепости Лопадий на переправе через реку Риндак. Сохранился древний мост.
На озере в стоит акрополь Аполлониады (Аполлонии на реке Риндак, ныне — Гулязи) с башнями Траяна и остатками большого римского города и храма Аполлона на островке.